# Sznur muchowy
Sznur muchowy – rodzaj linki używanej przez wędkarza służącej do połowu ryb metodą muchową.  Linka ta jest częścią zestawu wędkarskiego.
Połów ryb takimi sznurami odbywa się specjalną techniką pozwalającą na wykonanie okrężnych ruchów wędką w celu rozmachu, następnie wyrzutu w odpowiednie miejsce i tzw. holowanie zestawu.
Sznury zatapialne są łatwiejsze w wykonywaniu takich rzutów ze względu na wagę. Można nimi łatwiej sterować przez co celność jest lepsza. Wymagają jednak do połowów wędek o większej akcji wędziska. W wędkarstwie muchowym zwykle nie stosuje się obciążenia (niekiedy dopuszczalne jest częściowe, małe obciążenie). Maksymalna grubość sznura muchowego waha się pomiędzy 0,5 mm do 2 mm, zaś długość linki sięga ok. 30 m (min. 15 m). 
Dzisiejszy sznur wykonany jest ze specjalnie splecionej wiązki włókien, które są owinięte specjalnym do tego celu pancerzem w celu jego ochrony.  
Po przeciwległej stronie sznura muchowego przedłużeniem może być żyłka w celu wydłużenia długości zestawu. Zakończeniem jest przypon, który składa się z kilku odcinków związanych ze sobą coraz cieńszych żyłek wspólnie połączonych za pomocą węzłów lub pętli. Przypony te najczęściej są o grubości 0,15-0,20 mm.
Na końcu sznura wiąże się sztuczną przynętę. Jest ona imitacją owada, zwanego muszką i sporządzona przez odpowiednie uwiązanie na haczyku kombinacji z piór, nici i innych materiałów (np. przędzy, sierści, sztucznych włókien itp).

## Rodzaje i oznaczenia
- sznur lekki, pływający  - najczęściej używany, aby zestaw jak najdłużej unosił się na powierzchni wody. Oznaczany jest symbolem „F”
- sznur pływający lecz z końcówką zdolną do zatapiania - używane końcówki linek toną z różną szybkością w czasie. Oznaczane są symbolem „SF”
- sznur pośredni (neutralny) - (może pełnić funkcję pływającego zestawu po uprzednim jego nasmarowaniu specjalnym smarem, który pozwala na powolne jego zanurzanie w zależności od techniki jego prowadzenia. Taki sznur oznaczany jest symbolem „I”
- sznur szybko tonący, zatapialny – stosowany jest w przypadku połowu na mokre muchy, imitujące formy owadów występujących w wodzie. Takie sznury opatrzone są symbolem „S”.

Oprócz wymienionych rodzajów używane są inne oznaczenia:
- - „DT” – sznur zwężający się z obu stron jest najczęściej wykorzystywanym sznurem. Pozwala na dalekie rzuty i „cichą” technikę kładzenia go na wodzie.
  - „L" – sznur równoległy – posiadający jednakową grubość na całej długości, pozwalający na dalekie wyrzuty. Te sznury są rzadko używane ze względu na „uboczne skutki” płoszenia ryb z powodu głośnego opadania na powierzchnię wody.
  - „SH” – sznury wykorzystywane na „głębokie wody”. Są skutecznym sposobem na wodach szybkich, o rwącym prądzie wody. Szybko zanurzają się w wodzie pozwalając na penetrację głębszych warstw.
  - „ST” – sznur o najgrubszej swej części w jego środkowej części. Z jednej strony zwęża się, z drugiej zaś jest sznurem równoległym, posiadającym jednakową grubość.
  - „WF” – najcięższa wersja sznura. Zbudowany jest z krótkiego odcinka i wydłużonego innym, najczęściej zużytym. Ma na celu umożliwić wykonywanie dalekich i precyzyjnych rzutów pod wiatr oraz w przypadku „stawiania się” w locie.